# Cidadão Quem
Cidadão Quem foi uma banda de rock brasileira, formada em 1990 na cidade de Porto Alegre, Rio Grande do Sul. A formação original da banda contou com Duca Leindecker (voz, violão e guitarra), seu irmão Luciano Leindecker (baixo) e Cau Hafner (bateria).
Cau faleceu em 10 de julho de 1999, em um acidente de paraquedas, aos 39 anos. Já Luciano, após 8 anos de luta contra um câncer, faleceu no dia 21 de novembro de 2014, aos 42 anos.
O nome da banda é inspirado no filme Cidadão Kane, de Orson Welles.
Com mais de setecentos espetáculos em sua bagagem, a banda formada na virada da década de 1980, percorreu o Brasil, da Bahia ao Rio Grande do Sul, do Planeta Atlântida ao Rock in Rio, passando pelo Festival de Verão de Salvador. Já participou de vários especiais para a RBS e foi revelação do jornal Zero Hora, tendo recebido o troféu Açorianos de melhor banda gaúcha em 1993, 1998 e 1999. 

## História
Seu primeiro show foi em maio de 1990, exatamente 49 anos após a primeira exibição do filme Cidadão Kane.
Em 1991, a banda fica entre as finalistas do Rock in Rio 2, ultrapassando 368 bandas de todo o Brasil.
Outras Caras, o primeiro álbum do grupo, foi lançado em 1993, e teve mais de vinte mil cópias vendidas.
Em junho de 1995, a banda iniciou as gravações de seu segundo álbum em São Paulo, no estúdio Art mix, produzido por Luiz Carlos Maluly e finalizado em Los Angeles, no estúdio Castle Oaks, sendo mixado por Benny Faccione.
Em maio de 1996, seu segundo álbum, A Lente Azul foi lançado pela PolyGram, tendo como música de trabalho "Os Segundos", que entrou para a trilha sonora do seriado Malhação, da Rede Globo. Desse mesmo CD, foi gravado o clipe da música "Balanço", que em 1997 foi lançado na MTV.
Em novembro de 1998, a banda lançou Spermatozoon, seu terceiro álbum, e que representou uma retomada ao espírito inicial do grupo, uma volta às raízes, à simplificação. O álbum foi gravado em Porto Alegre e mixado e masterizado em Nova Iorque. Foi o primeiro CD do selo gaúcho Zoon Records, que além da Cidadão Quem também é selo de bandas como a Graforréia Xilarmônica. O CD teve como música de trabalho "Um Dia", com clipe na MTV.
Em 1999, o baterista Cau Hafner faleceu em um acidente de paraquedas.
No dia 7 de julho de 2004, a banda gravou o primeiro (e único) álbum ao vivo e DVD de sua carreira, no Theatro São Pedro, em Porto Alegre, intitulado Cidadão Quem no Theatro São Pedro. O show de gravação contou com as participações de Humberto Gessinger (Engenheiros do Hawaii) e Mônica Tomasi.
A banda interrompeu suas atividades em 2008 quando o baixista Luciano Leindecker foi diagnosticado com mieloma múltiplo e teve de ser submetido a um transplante de medula óssea. Enquanto isso, Duca se juntou a Humberto Gessinger, que havia anunciado a interrupção temporária das atividades dos Engenheiros do Hawaii, em um projeto intitulado Pouca Vogal, reunindo músicas inéditas escritas por Duca e Humberto, como também grandes sucessos das duas bandas.
Em 2014, a banda retorna com shows no Planeta Atlântida e em outras cidades do Rio Grande do Sul. A apresentação no Planeta Atlântida, em fevereiro de 2014, teve a participação de Bela, filha de Luciano Leindecker, cantando "Embalada" e uma palhinha de "Rolling in the Deep", de Adele.
Após a morte de Luciano Leindecker em 21 de novembro de 2014, Duca anunciou o fim das atividades da banda, havendo assim o cancelamento de todos os shows que estavam marcados, exceto um show em especial na cidade de Xanxerê, Santa Catarina, onde, por se tratar de um evento beneficente, motivou Duca a fazer desse a despedida da Cidadão Quem, portanto dia 29 de novembro de 2014 no parque da FEMI, em Xanxerê a banda encerra suas atividades.

## Integrantes

### Última formação
- Duca Leindecker: vocal, guitarra (1990 - 2014)
- Luciano Leindecker: baixo, vocal de apoio (1990 - até sua morte em 2014)
- Cláudio Mattos: bateria (2004 - 2014)
- Edu Bisogno: teclados, vocal de apoio (2004 - 2014)
- Fernando Peters: guitarra (2004 - 2014)

### Ex-integrantes
- Cau Hafner: bateria (1990 - até sua morte em 1999)
- Paula Nozzari: bateria (1999 - 2004)

## Discografia
- (1993) Outras Caras
- (1996) A Lente Azul
- (1998) Spermatozoon
- (2000) Soma
- (2002) Girassóis da Rússia
- (2004) Cidadão Quem no Theatro São Pedro
- (2007) 7

## Prêmios e indicações

### Prêmio Açorianos
| Ano  | Categoria     | Indicação    | Resultado |
| ---- | ------------- | ------------ | --------- |
| 1993 | Grupo Musical | Cidadão Quem | Indicado  |
| 1998 | Grupo Musical | Cidadão Quem | Venceu    |